# Aarich Jespers
Aarich Jespers (7 maart 1972) is een Belgische beeldende kunstenaar, theatermaker, drummer en percussionist.

## Opleiding
Jespers volgde in het middelbaar een kunstopleiding aan het RIKSO in Antwerpen en Sint Lucas in Brussel. Daarna studeerde hij binnenhuisarchitectuur. Tegelijkertijd volgde hij een studie aan de Jazz Studio in Antwerpen. Tot slot ging hij naar KASK in Gent om zich te specialiseren in 3D en in multimedia.

## Muzikant
Al tijdens zijn studie aan de Jazz studio drumde Jespers bij A beatband, het latere Zita Swoon group, van Stef Kamil Carlens. Eén van hun eerste optredens speelden ze in 1990 in 'Coconuts' in Antwerpen, onder de naam 'Kamil and the beatband'.
In 1999 werkte hij mee aan de muziek van de muziektheatervoorstelling Plage Tattoo / Circumstances, van vzw Wolvin.
Jespers speelde als muzikant onder andere mee met The Deer Children, de begeleidingsband van Nive Nielsen, Rudy Trouvé, Kiss my Jazz, Tom Pintens, Emiliana Torrini en Tine Reymer.
Hij schreef mee aan de muziek voor de voorstellingen New Old World (2014) en Nothing that is everything (2015) van Zita Swoon group.
In 2013 richtte Jespers samen met Kobe Proesmans The Colorist Orchestra op. Dit collectief nodigt popmuzikanten uit om hun repertoire te herwerken, met gebruik van zelfgebouwde instrumenten. Ze werkten al samen met Sumie Nagano, Cibelle, Lisa Hannigan, Howe Gelb, Emiliana Torrini en Gabriel Rios.

## Beeldend kunstenaar en theatermaker
In 2011 maakte Jespers samen met Dolores Bouckaert en Hans Bryssinck The Kindness of Geometry, een theatervoorstelling, waarvoor Jespers ook de scenografie ontwierp. Hij bouwde op scène een klankinstallatie met verschillende objecten en muziekinstrumenten.
Daarnaast maakt hij ook verschillende muziekinstallaties en in het theater speelde hij bij Muziektheater Transparant, STAN of Bronks. Als beeldend kunstenaar nam Aarich deel aan tentoonstellingen of performances in Vlaams Cultuurhuis de Brakke Grond, STUK, deSingel en HETPALEIS.
In 2014 maakte hij op het theaterfestival STORMOPKOMSTde muziekinstallaties voor Station van Zonzo Cie en Braakland/ZheBilding, Expeditie: Vliegenconcert en Verzameling.
In 2015 maakte hij de muziek voor de muziekinstallatie Birder van Rooftoptiger.
Hij ontwierp ook video-installaties voor Dries Van Noten en Zita Swoon Group.